# Clémence Boulouque
Pour les articles homonymes, voir Boulouque.
Œuvres principales
Mort d'un silence
Clémence Boulouque, née le 25 juin 1977 à Paris, est une écrivaine, journaliste et critique littéraire française.

## Biographie
Clémence Boulouque est la fille du magistrat Gilles Boulouque, nommé juge antiterroriste au lendemain de la vague de quatorze attentats de 1986, mettant en cause l'Iran. Elle n'a que treize ans lorsque son père, confronté à une terrible pression politico-médiatique, se suicide le 13 décembre 1990.
Diplômée de l'Institut d'études politiques de Paris (promotion 1997) et de l'ESSEC, elle travaille quelque temps dans un cabinet de recrutement avant de partir une première fois à New York afin de faire un master en relations internationales à l'université Columbia en 2001-2002.
De retour en France, elle se consacre à l'écriture, au journalisme et à la critique littéraire de 2002 à 2007. Elle a écrit notamment dans Le Figaro littéraire, Transfuge ou encore Lire. Elle est intervenue régulièrement en tant que chroniqueuse dans l'émission Tout arrive d'Arnaud Laporte sur France Culture. Elle a été productrice des séries d'émissions À voix nue avec Toni Morrison ou Amos Oz, ainsi que d'une série d'été sur Marguerite Yourcenar.
En 2003, elle signe son premier récit, Mort d'un silence, dans lequel elle raconte le long calvaire qu'elle et sa famille vécurent dans cette sombre période. En 2005, William Karel en réalise l'adaptation cinématographique, La Fille du juge. Ce documentaire mêle :
- des images d'archives d'émissions et de journaux télévisés ;
- des photos et des films de famille tournés en super 8 par le juge Boulouque ;
- des scènes tournées à New York et mettant en scène la jeune romancière en personne (à 28 ans). La voix-off qui « exprime », avec une grande sensibilité, les mots de Clémence, est celle de la comédienne Elsa Zylberstein (que Karel avait rencontrée sur le tournage de Van Gogh de Maurice Pialat).

En 2014, Clémence Boulouque obtient un doctorat en études juives de l'Université de New York et entame un postdoctorat à l'Université de Pennsylvanie. Elle enseigne depuis à l'Université de Columbia.

## Principaux ouvrages
- Mort d'un silence (récit), 2003 – prix Fénéon Adaptation en film documentaire en 2005 par William Karel sous le titre La Fille du juge, nommé pour les César du cinéma 2007 dans la catégorie film documentaire.
- Sujets libres (roman), 2004
- Le Goût de Tanger, Mercure de France, 2004  (ISBN 978-2715224575)
- Chasse à courre (roman), 2005
- Juives d'Afrique du Nord, en collaboration avec Nicole Serfaty, 2005
- Au pays des macarons, Mercure de France, 2005  (ISBN 2715225687)
- Nuit ouverte (roman), Flammarion, 2007  (ISBN 2-08-120214-X)
- Survivre et vivre : entretiens avec Clémence Boulouque : la fille d'Irène Némirovsky témoigne, éditions Denoël, 2008  (ISBN 978-2-207-26011-1)
- L'Amour et des poussières (roman), Gallimard, 2011  (ISBN 978-2-07-013515-8)
- Je n’emporte rien du monde, Gallimard, 2013  (ISBN 978-2-07-013901-9)
- Un instant de grâce (roman), Flammarion, 2016 – adapté au théâtre dans la pièce Le Sourire d'Audrey Hepburn avec Isabelle Carré, théâtre de l'Œuvre (novembre 2016-janvier 2017).
- Another Modernity. Elia Benamozegh’s Jewish Universalism, Stanford University Press, 2020
- Le Sentiment des crépuscules, Robert Laffont, 2024 Essai autour de la rencontre entre Stefan Zweig, Sigmund Freud et Salvador Dali à Londres en 1938.